# Nazokat Kasimova
 (novembre 2023).
Nazokat Anvarovna Kasimova (en ouzbek : Nazokat Anvarovna Qosimova), née en 1969, est une politologue ouzbèke, docteure en sciences politiques, professeure, principale experte de l'Ouzbékistan en matière de systèmes internationaux et de questions politiques liées au développement mondial, à l'intégration régionale et à la sécurité régionale, ainsi qu'experte nationale en réforme de l'enseignement supérieur en Ouzbékistan.

## Biographie
Nazokat Kasimova est née en 1969 à Tachkent. Son père, Anvar Kasymov, est un orientaliste ouzbek, indologue, turcologue, spécialiste de la politique étrangère et des relations internationales. Elle est également l'auteure de plusieurs dizaines de livres scientifiques.
En 1991, elle a obtenu son diplôme de la Faculté d'Histoire de l'Université nationale d'Ouzbékistan (Université d'État de Tachkent). En 1995, elle a soutenu sa thèse de doctorat sur le sujet des relations diplomatiques entre les États-Unis, l'Allemagne, la Grande-Bretagne et l'URSS à la veille de la Seconde Guerre mondiale.
En 2002, elle a soutenu sa thèse de doctorat à l'Université de l'Économie mondiale et de la Diplomatie (UWED) sur les aspects politico-économiques de la participation des États-Unis aux processus d'intégration régionale. En 1993-1994, elle a étudié dans le programme de troisième cycle à l'Université de Washington.
En 2000, elle a effectué un stage au Woodrow Wilson International Center à Washington, et en 2008, à l'Université de Tsukuba au Japon. En 2011, elle a participé au programme Fulbright à l'American University.
Nazokat Kasimova est membre du groupe d'experts sur la réforme de l'enseignement supérieur au ministère de l'Enseignement supérieur, des Sciences et de l'Innovation de l'Ouzbékistan. Elle a également collaboré avec plusieurs organisations internationales et projets tels que Futures Group International, EPOS Health Management, World Vision, Save the Children, le Programme des Nations Unies pour le développement et CEP. Nazokat Kasimova est professeure à l'Université d'Études Orientales de Tachkent,.

## Travaux scientifiques
Nazokat Kasimova est l'auteure de plus de 50 articles scientifiques, notamment:
- Le pacte sovietsk-allemand sur les non-responsabilités et la position des États américains: discours de l'autoréférat. Date de la candidature historique: 07.00.03. - Toschcent, 1995. - 26 s.: IL.
- REMARQUE : Conditions de vie et tendances de la passion. «Chut. Canada : Ekonomika, politika, kul'tura» Date: 01-09-2001 (USA-No.009).
- Les modèles nationaux sont connus. Журнал Вестник МГИМО университета Выпуск № 6/2011, ГРНТИ: 11-Политика и политические науки.
- L'installation et le développement dans la mondialisation des entreprises. Журнал Вестник МГИМО университета Выпуск № 6/2011, ГРНТИ: 11-Политика и политические науки.
- Содействие международных организаций в поддержании стабильности и безопасности в Центральной Азии, Тошкент, 2008.
- Processus bolonais : tendances de la révolution et commande des experts nationaux Processus bolonais : tendances de la révolution et commande nationale тов.
- La réforme est en cours d'application dans le cadre du processus soviétique et élémentaire.